# Oosterdijk
Oosterdijk est un village de la commune néerlandaise d'Enkhuizen, dans la province de la Hollande-Septentrionale.
En 2009, le village comptait 80 habitants, pour 32 habitants. Oosterdijk touche l'agglomération du village d'Andijk, mais fait partie de la commune d'Enkhuizen.